# Kalenderreform

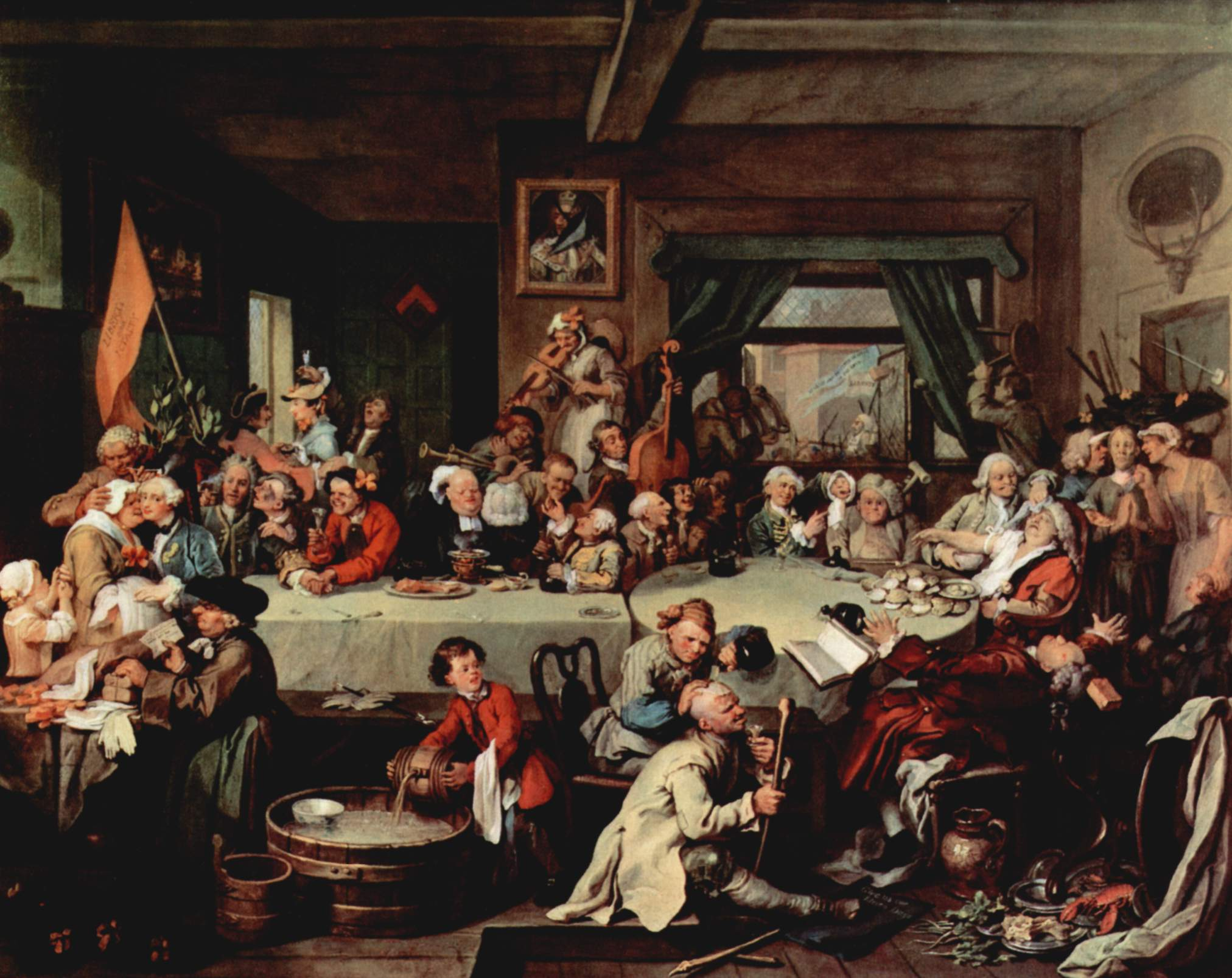
Målning av William Hogarth från 1755. I nedre högra hörnet finns en plakat med texten: Ge oss våra elva dagar. En protest mot den Gregorianska kalendern.

En kalenderreform är en förändring av en kalender, en gällande tideräkning i stort eller smått. Numera syftar uttrycket på ett stort antal förslag, som under årens lopp har framförts i avsikt att på olika sätt förändra den Gregorianska kalendern som i dag – åtminstone officiellt – används av flertalet av jordens länder. Denna kalender tillkom vid påven Gregorius XIII's reformering av den Julianska kalendern, som i sin tur var från reformen under Julius Caesar av den Romerska kalendern.

## Årets indelning
Historiskt har kalenderreformer genomförts inom många kulturer fortlöpande genom århundradena efter behov. Oftast har det gällt att synkronisera den gällande kalendern med det astronomiska året (sol- eller det sideriska) och den synodiska månaden i mån- och lunisolarkalendrar eller med andra astronomiska cykler. Dygnet är en given enhet, vars uppdelning i mindre delar skiftat.
Reformivrarna anför åtskilliga problem med den gällande ordningens gregorianska kalender:
- Den är inte fast och oavbruten. Varje år startar på olika veckodagar och måste börja på nytt varje följande år. Det är svårt att avgöra vilken veckodag det är en given dag under året.
- Månader är inte lika långa, vilket kräver en minnesramsa eller räkning på knogarna för att kunna hålla reda på vilka månader som har 28, 29, 30, resp 31 dagar.
- Årets fyra kvartal, tre tertial och två halvår är inte lika långa. Lika långa kvartal skulle underlätta för bland annat affärslivet.
- Kalenderns nollpunkt – epoken. Den är inte konfessionsneutral. Den kräver besvärlig baklängesräkning för allt äldre än år 1 och saknar år noll.

### Epokförslag
År 1 av den Holocéna kalendern sätts till 10 000 fvt.

## Dygnets indelning
Andra tidsanknuna reformförslag har avsett dygnets indelning i decimala enheter. Väl bekanta tidsintervall som en något förkortad kvart, ett centidygn eller mindre troligt, en förkortad kilosekund, skulle i så fall vara tänkbara som ersättning för såväl timmar som minuter.
Här finns en flertusenårig kinesisk tradition att falla tillbaka på med tidsenheten ke, en tradition som de franska revolutionärerna inte beaktade, när de införde decimaltid år 1793. Det visade sig att de nya enheterna som då infördes var alltför avvikande från de tidigare, som de tagit namn av, för att vinna allmänhetens acceptans.